# 斯托莫爾吉
50°33′0″N 25°33′37″E / 50.55000°N 25.56028°E
斯托莫爾吉（烏克蘭語：Стоморги），是烏克蘭西北部的村莊，隸屬里夫內州的杜布諾區。該村面積1.79平方公里，海拔高度216米，2001年人口29，人口密度每平方公里16.2人。